# Gnarwolves
Gnarwolves byla britská punkrocková skupina, původem z Brightonu v Anglii. Jejími členy jsou bratři Thom a Max Weeksové a baskytarista Charlie Piper. 15. srpna 2014 vystoupila jako předkapela spolu s A Wilhelm Scream na koncertě Blink-182 pořádaného Rock for People v pražské Tipsport aréně.

## Členové
- Thom Weeks – zpěv / kytara
- Charlie Piper – zpěv / baskytara
- Max Weeks – bicí

## Diskografie

### Extended play
- Fun Club – (2011)
- CRU – (2012)
- Funemployed – (2013)

### Alba
- Gnarwolves – (2014)
- Chronicles of Gnarnia – (2014)
- Outsiders – (2017)